# Falseuncaria degreyana
Falseuncaria degreyana is een vlinder uit de familie bladrollers (Tortricidae). De wetenschappelijke naam is voor het eerst geldig gepubliceerd in 1869 door McLachlan.
De soort komt voor in Europa.